# 2025 în cinematografie
În 2025 în cinematografie sunt programate mai multe premiere și evenimente.

## Evenimente
- 22 februarie: Radu Jude a câştigat la Festivalul Internațional de Film de la Berlin, Ursul de Argint pentru cel mai bun scenariu, pentru Kontinental ’25.[1]

## Premiere românești
| Premiera     | Titlu             | Regizor          | Distribuție                                                                                            | Gen               | Ref.        |
| ------------ | ----------------- | ---------------- | --- | ----------------- | ----------- |
| 3 ianuarie   | Duel în trei      | Iura Luncașu     | Florin Aioane, Maruca Băiașu, Andrei Mateiu, Adrian Titieni                                            | comedie, dragoste | [ 2 ]       |
| 28 ianuarie  | Țăndări           | Bogdan Naumovici | Alin Florea, Constantin Florescu, Cristian Bota, Nicodim Ungureanu, Cătălin Neamțu, Carmen Tănase      | comedie           | [ 3 ]       |
| 28 februarie | Mentorii          | Adrian Tapciuc   | Cătălin Bordea, Dorian Popa, Loredana Groza, Radu Bucălae, Mira, Doina Teodoru, Adrian Titieni, Drăcea | comedie           | [ 4 ]       |
| 25 martie    | Hoții de subiecte | Tudor Petremarin | |                   | [ 5 ] [ 6 ] |

## Filme
- 24 ianuarie – Omul-lup (Wolf Man), regia Leigh Whannell; cu Christopher Abbott, Julia Garner, Sam Jaeger, Matilda Firth
- 18 iunie – După 28 de ani (28 Years Later), regia Danny Boyle; cu Aaron Taylor-Johnson, Ralph Fiennes, Jodie Comer, Cillian Murphy, Jack O'Connell